# Finlandesos
Els finlandesos o finesos (en finès, suomalaiset; en suec, finländare; en suec de Finlàndia, finnar 'finlandesos ètnics' i finländare 'ciutadans de Finlàndia') són els nadius, habitants i ciutadans de Finlàndia. També són els membres d'un grup ètnic que històricament està associat amb Finlàndia o Fennoscàndia que s'autodefineixen d'aquesta manera.
Com la majoria dels grups ètnics, la definició dels finlandesos pot variar. En totes les definicions, el terme inclou els Finlandesos del Bàltic (fínnics), la població finès-parlant de Finlàndia. El grup també pot incloure els finlandesos de Suècia i els suecs de Finlàndia, tot i que la inclusió d'aquests últims com a finlandesos és discutida. Hi ha altres grups humans minoritaris que poden o ser inclosos com a finlandesos: els kvens de Noruega, els tornedalians de Suècia i els ingrians de Rússia. Els finlandesos es poden dividir segons el dialecte que parlen en subgrups anomenats heimo (tribus) però aquestes divisions han esdevingut menys importants degut a les migracions internes.
La majoria dels finlandesos parlen finès, una llengua uraliana relacionada amb les altres llengües baltofineses com el carelià i l'estonià, mentre que el suec parlat pels finlandesos suec-parlants no està relacionat amb el finès i és una llengua indoeuropea. El finlandès té préstecs lingüístics de les llengües bàltiques, les llengües germàniques, les llengües sami i les llengües eslaves.

## Definició
El Väestörekisterikeskus VRK (Centre de Registre de la població) informa sobre el lloc de naixement, ciutadania i llengua materna de la població que viu a Finlàndia però no categoritza els finesos segons la seva ètnia.

### Finlandesos finès-parlants
La majoria de la gent que viu a la República de Finlàndia considera el finès com la seva primera llengua. Segons el Tilastokeskus (Institut d'Estadística de Finlàndia) el país té 5.300.484 habitants (2007) i el 91,2% parlen finès (4.836.183) com a llengua materna. No es coneix quants dels finlandesos que viuen fora del país tenen el finès com a llengua materna.
A més a més dels finlandesos que parlen finès, els kvens, els tornedalians i els carelians i els finlandesos expatriats arreu del món són considerats habitualment com finlandesos.
Els finlandesos s'han dividit tradicionalment en subgrups (heimot en finès) segons el seu dialecte, la regió que viuen o la seva etnografia. Entre aquests hi ha els varsinaissuomalaiset, els satakuntalaiset, els tavastians (hämäläiset), els savonians (savolaiset), els carelians (karjalaiset) i els ostrobòtnis (pohjalaiset). Aquests subgrups tenen un sentiment d'identitat propi.
El finès que es parla a Finlàndia té diferents dialectes (murre en singular i murteet en plural en finès) però en l'escriptura s'utilitza el finès estàndard (yleiskieli), tant en l'escriptura formal (kirjakieli) com casual (puhekieli) en el sistema escolar finès i en els mitjans de comunicació i la cultura popular. Les migracions internes i la urbanització han contribuït també a fer que s'utilitzin menys les varietats regionals sobretot a la segona meitat del segle xx. Els primers tres dialectes històrics foren el del Sud-oest (Lounaismurteet), el tavastià (Hämeen murre) i el carelià (Karjalan murre). Aquests, mitjançant la barreja entre ells i altres llengües veïnes van formar l'ostrobotnià meridional (Etelä-Pohjanmaan murre), l'ostrobotnià central (Pohjois-Pohjanmaan murre), el septentrional llunyà (Peräpohjolan murre), el savonià (Savon murre), el finlandès del sud-est (Kaakkois-Suomen murteet) i el carelià meridional (Karjalan murre).

### Finlandesos suec-parlants
L'actual Finlàndia fou part del Regne de Suècia durant centenars d'anys i hi ha uns 360.000 ciutadans finlandesos que parlen suec com a llengua materna. A Finlàndia normalment es considera que la llengua és un dels criteris que distingeixen els suecs de Finlàndia, però no és l'únic. En general, els suecs finlandesos es consideren a si mateixos tant finesos com la majoria fineso-parlant però tenen la seva pròpia identitat que els distingeixen de la majoria i desitgen que se'ls reconegui la seva singularitat. El 2005 es va fer una enquesta als suecs de Finlàndia sobre la seva identitat i el 82% van considerar que tot i que tenien la seva pròpia cultura també eren finlandesos com la resta.
D'altra banda la minoria dels finlandesos suec-parlants ha estat considerada com un grup ètnic separat: auto-identificació, llengua, estructura social i avantpassats. Els suecs de Finlàndia tenen una relació especial amb els suecs degut al seu lligam lingüístic i cultural.

### Suecs finlandesos
Els suecs finlandesos són els suecs d'origen finlandès que van anar a viure a Suècia després de la Segona Guerra Mundial i els seus descendents que mantenen el finès com la seva llengua materna. El 2012 hi havia uns 426.000 suecs que havien nascut a Finlàndia o un dels seus pares ho havien fet (el 4,46% del total de la població). També hi ha minories de finès-parlants a Suècia com els tornedalians (o finlandesos de la Vall de Torne i els finlandesos de Dalarna. Així, el finès té estatus oficial a Suècia com una de les cinc llengües minoritàries de Suècia.

### Altres grups
El terme Finns també s'utilitza per altres pobles finlandesos del Bàltic com els ijorians d'Íngria, els carelians i els vepses.
A Rússia, on la majoria dels finlandesos (sense comptar-hi els carelians) són ingrians, el cens del 2002 demostra que han refusat la seva identitat pròpia ingriana i s'identifiquen a si mateixos com finlandesos a nivell ètnic.

## Terminologia
En finès el terme que defineix els finlandesos es el de suomalaiset (en singular suomalainen).
Els termes en finès i suec per a definir la població suec-parlant de Finlàndia són suomenruotsalaiset i finlandssvenskar respectivament.
Traduir la terminologia en llengües estrangeres, inclòs el suec de Suècia és difícil perquè la terminologia reflecteix el lligam de la llengua amb la nació, la qual té un paper important en la cristal·lització de l'auto-percepció de la nació i la interpretació de la seva història perquè encara és important avui en dia. Així, la qüestió lingüística va ser cabdal en l'auge del sentiment nacional del segle xix. Així, s'ha decidit que el terme per a definir aquest grup humà més correcte és el de finlandesos suec-parlants més que el de suecs finlandesos.
De la mateixa manera, es considera que la millor manera de nombrar als suecs que parlen finès o els que tenen avantpassat finlandesos, és la de finlandesos suecs i els recents immigrants finlandesos a Suècia es consideren diferents als de la minoria finlandesa de Suècia indígena.
Tots els significats d'aquests termes han canviat durant el temps i això fa que pot ser difícil saber el seu significat exacte, sobretot en llengües estrangeres o en paraules antigues.

## Etimologia
Les referències històriques de l'Europa septentrional són escasses i els noms donats als seus pobles i regions geogràfiques són obscurs. Així, les etimologies dels noms estan incompletes. Noms com fenni, phinnoi, finnum i skrithfinni/scridefinnum apareixen en pocs texts escrits fa uns dos mil anys associats amb pobles localitzats al nord d'Europa, però no se'n coneix el seu significat. Les mencions més antigues sovint són interpretades que es refereixin als caçadors-recol·lectors fennoscandians que són els avantpassats del poble sami. S'ha suggerit que aquest etnònim no uralià té un origen germànic i que està relacionat amb paraules com finthan (en Alt alemany antic), find, fanthian (alt alemany antic), fendo ((alt alemany antic) i vende (Alt alemany mitjà). Una altra interpretació de l'etimologia associa aquest etnònim amb fen en una aproximació més toponímica. Encara hi ha altres teories que afirmen que les paraules finn i kven són cognats. Les sagues i els poemes èpics eddes (segles XI - XIV) són algunes de les fonts més antigues que utilitzen paraules com finnr' i finnas per a referir-se a pobladors del nord que tenen un estil de vida mòbil.
Existeix un lligam etimològic entre els samis i els finlandesos en les llengües uralianes. S'ha proposat que toònims com Sapmi (Lapònia en sami), Suomi (Finlàndia en finès) i Häme (tavastia en finès) tenen el mateix origen. S'ha proposat que aquestes designacions van començar a designar específicament a la gent del sud-oest de Finlàndia (Finlàndia Pròpia, Varsinais-Suomi) i més tard a tota la zona de la Finlàndia moderna. Però no es coneix com i quan va passar això.
Petri Kallio ha suggerit que el nom Suomi es pot referir al primer indoeuropeu a terra o humà.
Dues pedres rúniques de Söderby, Suècia i de Gotlàndia datades del segle xi són dels primers documents que designen l'oest de Finlàndia com el país dels finlandesos.

## Història

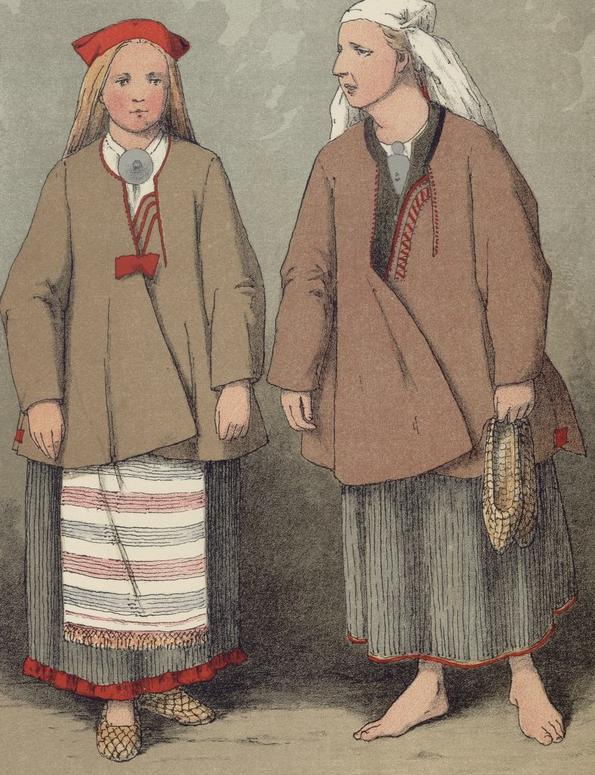
Una noia camperola i una dona amb vestits tradicionals de Ruokolahti, a l'est de Finlàndia, dibuixat per Severin Falkman el 1882.

En vistes als avantpassats dels finlandesos, la visió moderna emfatitza la continuïtat total de les troballes arqueològiques de Finlàndia i dels voltants lingüístics. Les dades arqueològiques suggereixen que l'extensió de les influències culturals provenen de diverses fonts que van des del sud-est al sud-oest seguint desenvolupaments graduals més que de les migracions clares.
La cronologia i els mediadors del desenvolupament d'una majoria uraliana en els finlandesos és incerta. En bases a la lingüística comparativa, s'ha suggerit que la separació de les llengües baltofineses i les llengües sami va passar entre el segon mil·lenni aC i que les arrels proto-uralianes del seu grup de llengües daten d'entre el sisè i el vuitè mil·lenni aC. És matèria de debat el moment en què les llengües uralianes van començar a ser parlades a l'actual Finlàndia, però hi ha corrents d'opinió que consideren que fou en l'edat de pedra. Es creu, de totes maneres, que el proto-finès no es parlava a l'actual Finlàndia perquè la màxima divergència amb les llengües germanes passa a l'actual Estònia. De totes maneres, el finès ja era una llengua separada quan va arribar a Finlàndia. A més a més, el lèxic tradicional finès té un gran nombre de paraules (aproximadament un terç) de les que no se'n coneix l'etimologia; això fa considerar l'existència d'una llengua extinta Paleo-europea: per exemple la paraula niemi (península). La separació entre els finlandesos i els samis ha continuat fins a l'actualitat; hi ha topònims que suggereixen que els samis vivien a tota l'actual Finlàndia durant la prehistòria i que fins al segle xvii no es parlava finès al nord (Lapònia).
Com que no es va escriure en finès fins al segle XVI hi ha pocs documents que expliquin la vida tradicional finlandesa antiga. Per exemple dels icones nacionals culturals com la sauna, el kantele (instrument de corda pinçada familiar de la cítara) i el Kalevala (poema èpic) tenen un origen obscur.
El suport econòmic bàsic tradicional dels finlandesos ha estat l'agricultura, amb suplements de la pesca i la caça. Al segle xix es va practicar l'agricultura d'artigatge als boscos de l'est del país. L'agricultura, igual que la llengua, diferencia els finlandesos dels samis, que són caçadors-recol·lectors i pescadors a la costa. Durant la industrialització i la modernització de Finlàndia, la majoria de finlandesos van anar a viure a les zones urbanes i van treballar en les fàbriques i els serveis i l'agricultura va esdevenir un sector minoritari en termes de treball. Les regions costaneres de l'oest i del sud i les illes tenen concentracions de finlandesos suec-parlants. Aquesta minoria té una estructura ocupacional diferent de la resta, encara que en l'actualitat aquesta diferència sigui menor. Tot i això, la pesca és un sector principal d'aquesta minoria.
Els finlandesos suec-parlants són descendents de camperols i pescadors que es van assentar a la costa finlandesa entre el 1000 i el 1250, hi va haver una migració en el període que Finlàndia estava sota la sobirania sueca, i hi ha finlandesos i immigrants que van adoptar el suec com a llengua pròpia. La fennomania del segle xix i principis del XX va fer que la proporció dels suec-parlants descendís enfront dels finès-parlants. El 1900 hi havia el 12,9% de suec-parlants i el 2003 només el 5,6%.

## Subdivisions
Els finlandesos han assumit tradicionalment que provenen de dues poblacions diferents que parlen dos diferents dialectes del proto-fínnic (kantasuomi). Així, hi ha una divisió entre el finès occidental i l'oriental. A més a més, hi ha subgrups que tradicionalment s'han anomenat heimo, segons el dialecte que es parla i la cultura local. Basats en els patrons d'assentament de l'edat de Ferro, els heimos han estat construïts segons el dialecte durant l'auge de la Fennomania (nacionalisme finlandès) el segle xix.
- Occidental:[33]
  - Häme: Tavastians o gent de Häme (hämäläiset)
  - Regió d'Ostrobòtnia: Ostrobotnians (pohjalaiset)
    - Ostrobotnians meridionals (eteläpohjalaiset) tenen una identitat i un dialecte particular
    - Ostrobotnians centrals (keskipohjalaiset)
    - Ostrobotnians septentrionals (pohjoispohjalaiset)
      - Norrbotten, Suècia: parlants de Meänkieli, un dialecte del llunyà nord dels finlandesos

  - Sud-oest de Finlàndia: varsinaissuomalaiset

- Eastern
  - Íngria: Ingrians (inkerinsuomalaiset)
  - Carèlia: Finlandesos carelians (karjalaiset); els dialectes carelians del finès són diferents de la llengua careliana parlada a Russia,i la majoria de la població de la Carèlia Septentrional actualment parlen dialectes del savo
  - Savo: Savonians (savolaiset), parlen el dialecte savo

- Emigrants
  - Skogfinn (Metsäsuomalaiset) de Suècia
  - Finlandesos emigrants a Suècia (ruotsinsuomalaiset)
  - Kvens (kveenit) de Finlàndia i Noruega
  - Other emigrant Finns (ulkosuomalaiset)

- Els finlandesos suec-parlants també tenen moltes subdivisions dialectals.

Les províncies històriques de Finlàndia i les de Suècia poden mostrar aquestes divisions de manera aproximada. Les regions de Finlàndia, hereves de l'antic sistema de govern també poden reflectir la identitat local.
Els finlandesos de l'actualitat (urbanitzats) no són tan conscients del concepte de heimo i no s'hi identifiquen (potser amb l'excepció dels ostrobonians meridionals), tot i que actualment hi ha hagut un rebrot de l'ús dels dialectes. Els finlandesos urbanitzats no sempre utilitzen un dialecte i tendeixen a utilitzar un finès estàndard, però quan visiten la seva zona nadiua sí que parlen en el seu dialecte.

## Genètica
Recentment s'ha començat a utilitzar els marcadors de l'ADN (el ADN mitocondrial del llinatge de la mare i els Haplogrups del cromosoma Y humà pel llinatge patern) per a traçar la història de les poblacions humanes. Els projectes del National Geographic Genograhic i el Suomi DNA-projekti s'han fet per estudiar els llinatges paterns i materns dels finlandesos i altres pobles. S'ha estimat que els finlandesos, estonians i els samis tenen alts nivells de Haplogrup U5, que es creu que és el haplògrup mitocondrial més antic d'Europa, però que en general en les poblacions d'aquest continent té una baixa presència. Els finlandesos són el poble més proper als homes de Cromanyó segons les mesures antropològiques.
Observant els haplògrups del cromosoma Y, els haplogrups més comuns dels finlandesos són el N1c (61%), l'I (29%), l'R1a (5%) i l'R1b (3,5%). El haplogrup N1c es troba en pocs països europeus (Letònia, Lituània, Estònia, Finlàndia i Rússia és un subgrup del haplogrup N que es troba al nord d'Euràsia i un estudi recent afirma que té entre 10.000 i 20.000 anys i que va entrar a Europa fa uns 12-14.000 anys des d'Àsia.
Els finlandesos tenen molt poc a veure amb els gens de la gent del Mediterrani i d'Àfrica i tenen com a mínim un 10% de semblança amb els gens dels siberians. Més del 80% dels gens dels finlandesos són d'una població simple antiga del nord-est d'Europa, mentre que els de la majoria dels europeus tenen una barreja de com a mínim 3 components principals.
Segons els valors de l'índex de fixació (FST) hi ha més variació entre els finlandesos que a qualsevol altre lloc d'Europa. La distància d'aquests valors entre els finlandesos arriba a 60 (entre els suecs, a 25 i entre alemanys, francesos i hongaresos nómes és 10 (entre si), el mateix que entre els estonians, russos i polonesos. Així, els finlandesos de diversos llocs del seu país són més remots a nivell genètic que molts pobles europeus entre si. Els pobles més propers amb finlandesos són els estonians i els suecs.

### Genètica dels finlandesos suec-parlants
En un estudi del 2008 que analitza els genotipus dels finlandesos i els suecs, els suec-parlants d'Ostrobòtnia (població de referència que representa el 50% del total dels suec-parlants de Finlàndia) no va mostrar diferències significatives entre ells i els finlandesos occidentals però aquests finlandesos suec-parlants estaven relacionats amb els suecs. A més a més, segons un estudi recent del DNA-Y (2008), va mostrar que la població sueca-parlant de Larsmo, Ostrobòtnia era diverent dels fineso-parlants segons la variació del cromosoma Y-STR.

## Teories sobre l'origen dels finlandesos

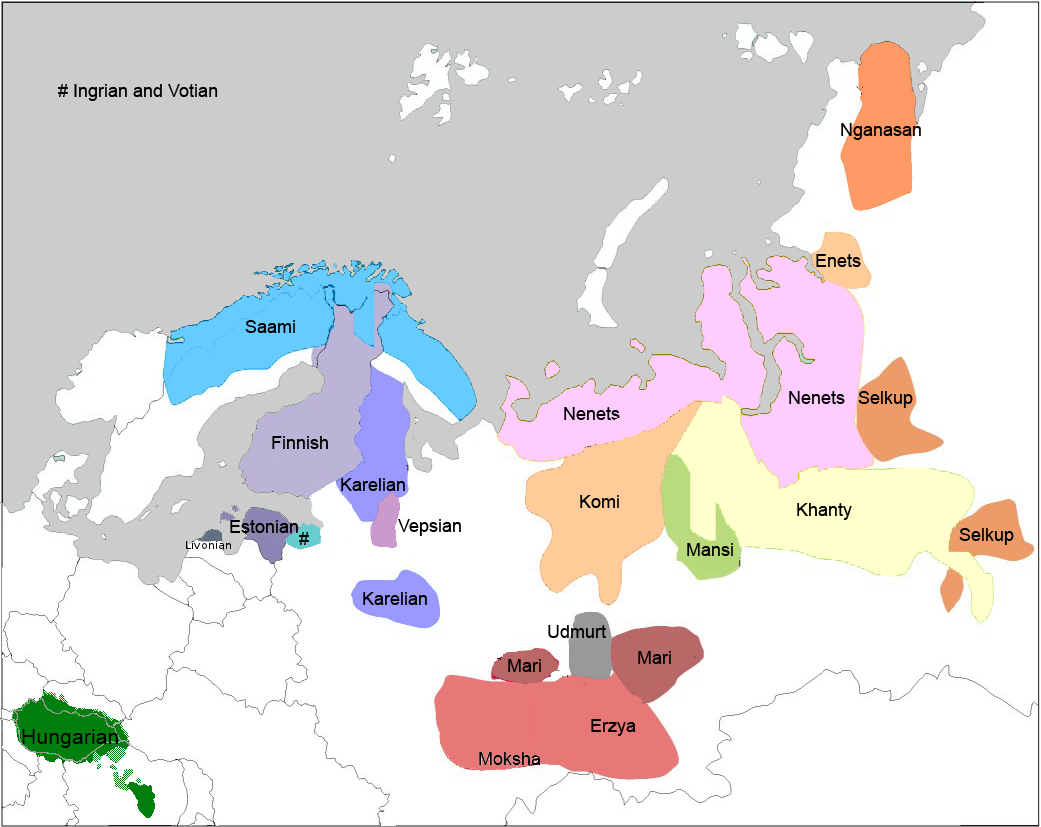
Distribució moderna de les llengües uralianes.

Al segle xix l'investigador finlandès Matthias Castrén afirmà la teoria que els finlandesos provenien del centre-oest de Sibèria.
Fins a la dècada de 1970, la majoria dels lingüistes creien que els finlandesos van arribar a Finlàndia abans del segle I però hi ha dades arqueològiques que suggereixen que la zona de l'actual Finlàndia ha estat habitada de manera continuada des del final de les glaciacions, en contra del que es creia, que la zona no havia estat habitada per humans durant un llarg temps. Els samis caçadors-recol·lectors foren empesos a les zones remotes del nord del país.
Hi ha una teoria molt controvertida anomenada refugia, proposada a la dècada de 1990 pel professor de fonètica de la Universitat de Turku, Kalevi Wiik que afirma que els parlants de finno-úgric es van propagar al nord quan va acabar l'època glacial. Diu que aquests pobles poblaven el centre i el nord d'Europa mentre que els bascos poblaven l'oest del continent. L'agricultura es va propagar des del sud-est cap a Europa i els pobles que parlaven llengües indoeuropees van colonitzar les zones dels caçadors recol·lectors. En aquest procés, els caçadors-recol·lectors que parlaven llengües finoúgriques i els que parlaven eusquera van aprendre com cultivar la terra i es van indo-europeitzar. Segons Wiik, en aquests moments es van formar les llengües cèltiques, germàniques, eslaves i bàltiques i els avantpassats dels actuals finlandesos no van canviar la seva llengua degut al seu aïllament. Els principals investigadors que donen a les tesis de Wiiks són el professor Ago Künnap (Universitat de Tartu), el professor Kyösti Julku (Universitat d'Oulu) i la professora Angela Marcantonio (Universitat de Roma La Sapienza ). Tot i això, la teoria ha estat molt criticada per molts científics especialitzats en estudis finno-ugranians, sobretot el professor Raimo Anttila, Petri Kallio i els germans Ante i Aslak Aikio, que han considerat les teories de Wiik com pseudociència. D'altra banda, alguns han negat del tot la idea de refugia degut a l'existència de pobles a les zones del l'àrtic i sub-àrtic en l'actualitat. A la tardor del 2002 hi va haver el debat més calent sobre el tema, quan la revista finlandesa Kaltio va parlar sobre el tema; des de llavors, tot i que el debat s'ha calmat, cadascuna de les parts continua amb la seva postura. Mentre que la teoria del refugi ha estat poc popular entre els finlandesos, anàlisis substancials del genotipus dels europeus han confirmat que durant l'última glaciació important hi va haver refugis, cosa amb la qual està d'acord la comunitat científica.